# Ламберт Маастрихтский
Ламбе́рт (Ландеберт) (фр. Lambert; родился между 633 и 638 годами в Маастрихте; убит 17 сентября между 698 и 708 в Льеже) — епископ Маастрихта (668/670—между 698 и 708). Святой, священномученик, почитаемый Римско-католической церковью (день памяти — 17 сентября). C 2006 года почитается как местночтимый святой в Берлинской и Германской епархии РПЦ МП.

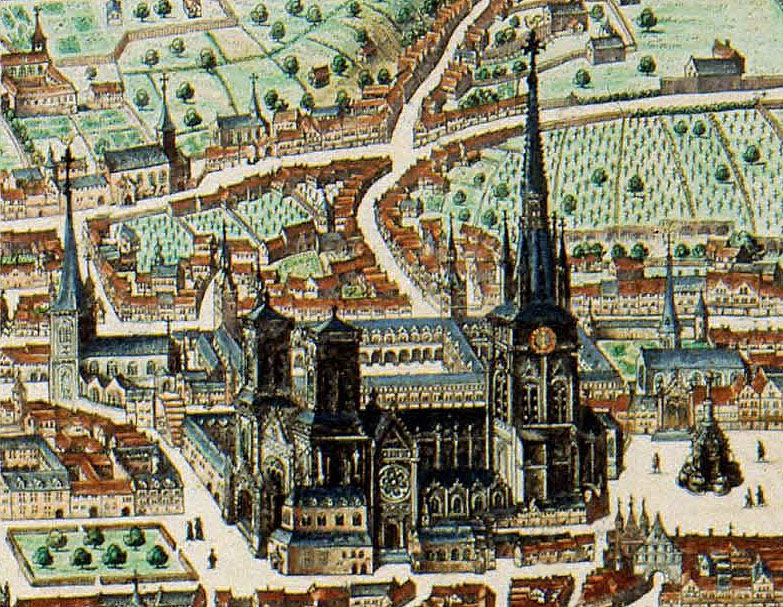
Кафедральный собор Св. Ламберта Маастрихтского в Льеже. Фрагмент карты Виллема и Яна Блау (1649). Снесён в 1795 г.

## Жизнеописание
В молодости большое влияние на Ламберта оказал его дядя святой Теодард, епископ Маастрихтский. После его гибели Ламберт был поставлен епископом в Маастрихте в 668 или 670 году, став третьим преемником святого Аманда в этой епархии. Советник короля Австразии Хильдерика II. Изгнанный после убийства короля майордомом Эброином, Ламберт в течение 7 лет укрывался в монастыре Ставло, которым руководил святой Ремакль.
Пришедший в 681 году к власти Пипин Геристальский вернул Ламберта на маастрихтскую кафедру, однако впоследствии Ламберт упрекал Пипина Геристальского за внебрачное сожительство с Альпайдой, матерью Карла Мартелла.
Ламберт был убит 17 сентября 705 или 706 года в Льеже франкским графом Додоном, как предполагают — братом Альпайды. Святой Ламберт известен своей миссионерской деятельностью в области реки Маас.
Преемником святого Ламберта на кафедре Маастрихта стал святой Губерт.

## Почитание
Ламберт канонизирован Католической церковью. Святой Губерт перенёс его мощи в Льеж, где во имя святого Ламберта был освящён кафедральный собор. В 1190 году часть мощей (глава) святого была перенесена во Фрайбург-в-Брайсгау. Собор Святого Ламберта в Льеже был разрушен французскими революционерами в 1794 году, тогда же погибла и хранившаяся в Льеже часть мощей.
Главная католическая церковь Дюссельдорфа, получившая в 1974 году папский титул малой базилики, носит имя святого Ламберта. В её заалтарной части хранится частица мощей святого. В последние годы сюда ходят молиться прихожане православного прихода Покрова Пресвятой Богородицы при Представительстве РПЦ МП в Германии.
Святой Ламберт считается покровителем города Фрайбург-в-Брайсгау. Почитается святой Ламберт и в других городах Германии (например).